# Pierre Vago

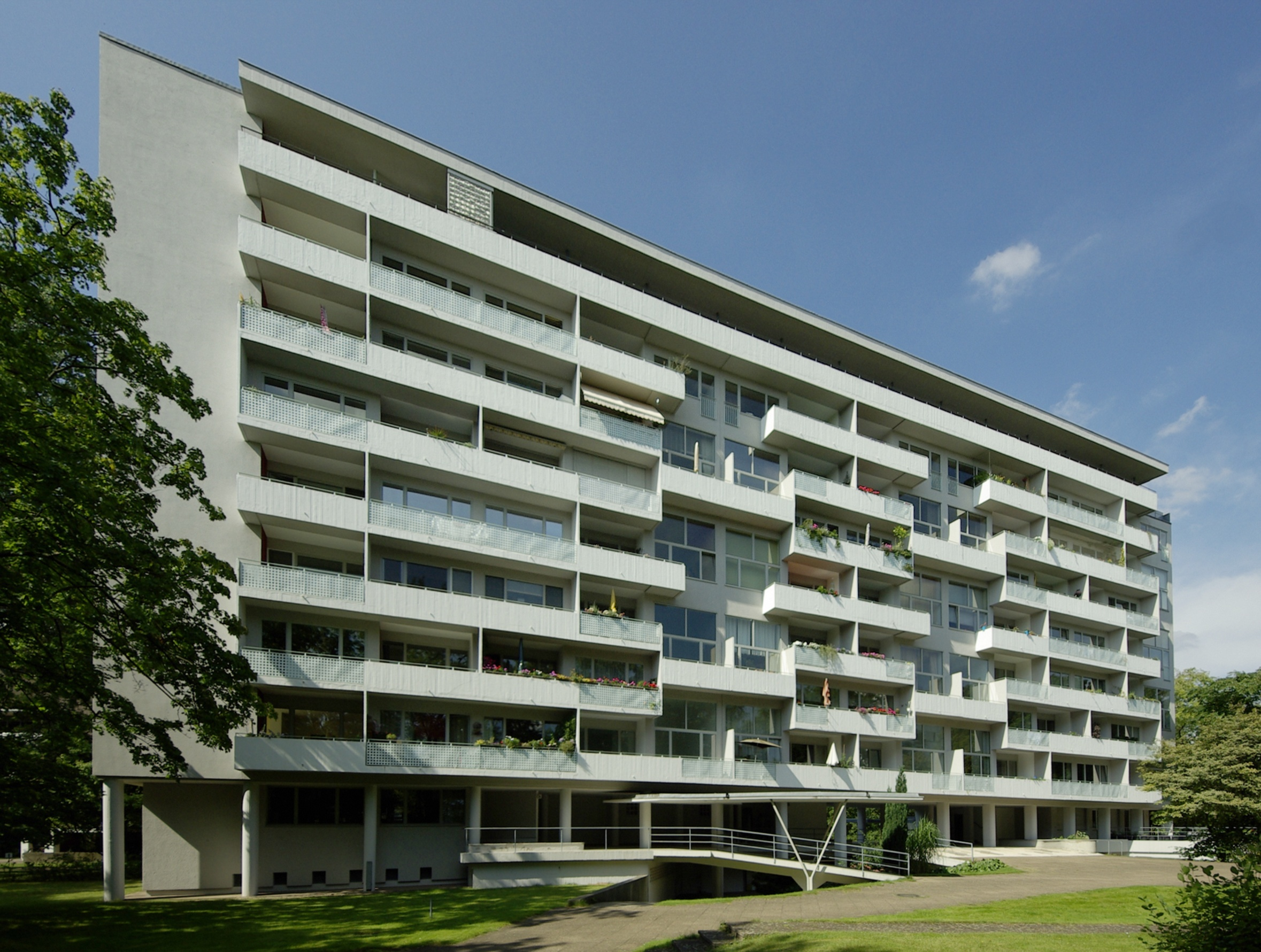
Edificio de Klopstockstraße 14-18, Hansaviertel, Berlín (1956–1957)

Pierre Vago (Budapest, 30 de agosto de 1910-Noisy-sur-École, 1 de febrero de 2002) fue un arquitecto y urbanista racionalista francés de origen húngaro. 

## Trayectoria
Nació en Budapest en 1910, hijo del arquitecto húngaro József Vágó y de la cantante Ghita Lenart. Estudió en la École Spéciale d'Architecture de París, donde fue alumno de Auguste Perret. Entre 1932 y 1947 fue redactor jefe de la revista L'Architecture d'Aujourd'hui, desde la que promovió la arquitectura moderna.
Hasta pasada la Segunda Guerra Mundial no empezó a ejercer de arquitecto. Entre 1945 y 1948 participó en diversos proyectos urbanísticos en ciudades francesas como Tarascon, Beaucaire y Le Mans. También colaboró en el movimiento de renovación del arte sacro y fue uno de los autores de la basílica de San Pío X en Lourdes, con el arquitecto André Le Donné y el ingeniero Eugène Freyssinet (1955-1958).
En 1948 fue uno de los fundadores de la Unión Internacional de Arquitectos (Union Internationale des Architectes, UIA), en colaboración con el inglés Patrick Abercrombie, el italiano Saverio Muratori, el portugués Carlos João Chambers Ramos y el ruso Viacheslav Popov. Vago fue su secretario general entre 1948 y 1968. El primer congreso se celebró en París en 1948 y desde entonces cada tres años en un país distinto.
En 1957 participó en la Exposición Internacional de Berlín, más conocida como Interbau, organizada con el objetivo de reconstruir el barrio berlinés de Hansaviertel. Bajo la dirección de Otto Bartning participaron, además de arquitectos alemanes —entre ellos Walter Gropius—, numerosos arquitectos internacionales, como Alvar Aalto, Oscar Niemeyer, Le Corbusier, Eugène Beaudouin, Hugh Stubbins y Raymond Lopez, así como Pierre Vago, que construyó un edificio de apartamentos en Klopstockstraße 14-18.
Entre 1957 y 1966 fue profesor de la Escuela de Saint-Luc de Tournai, en Bélgica.